# Kleiner Feuerfalter

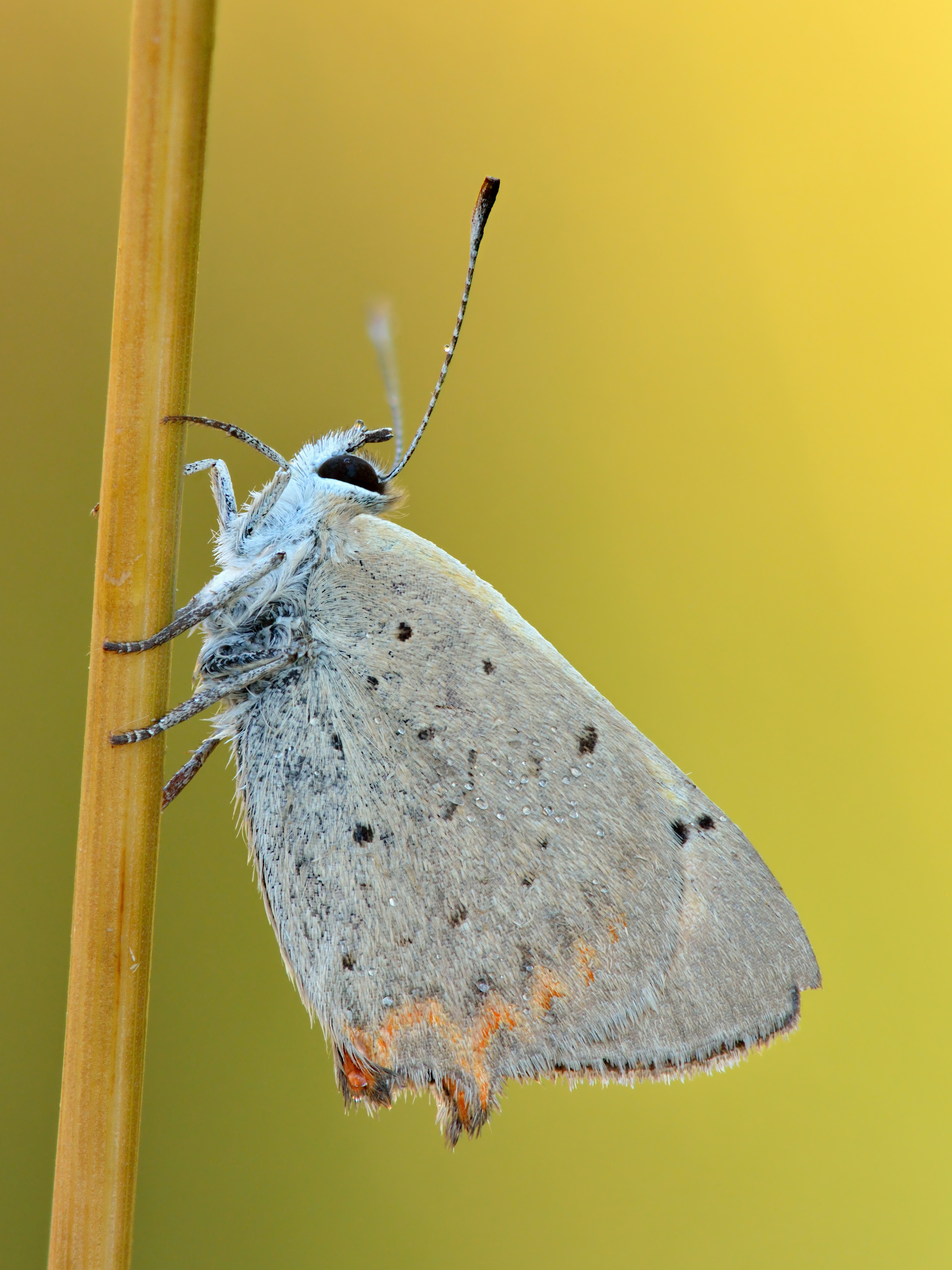
Flügelunterseite

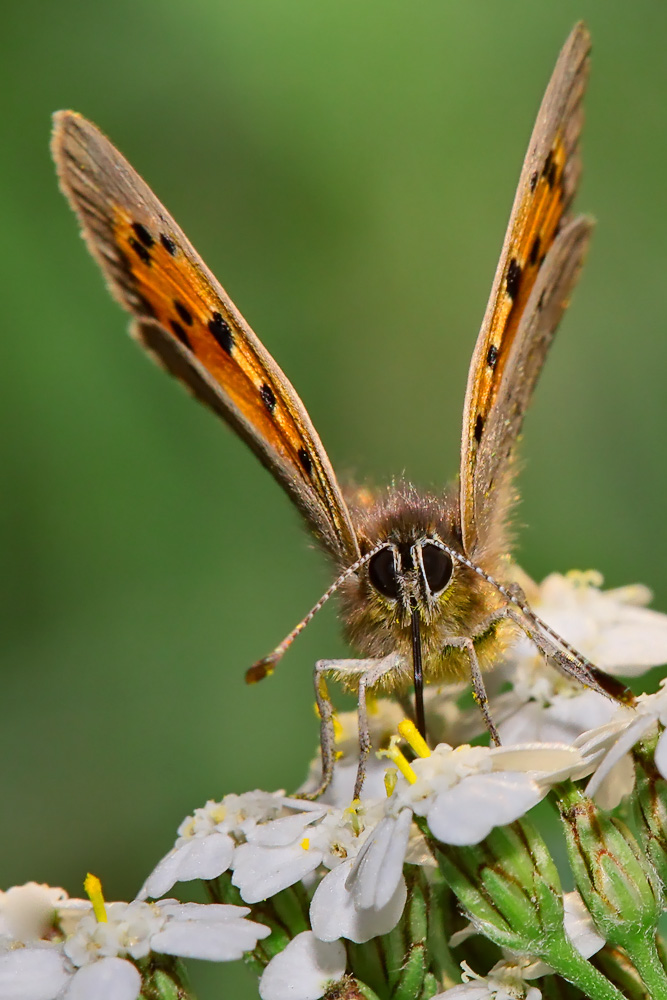
Kleiner Feuerfalter

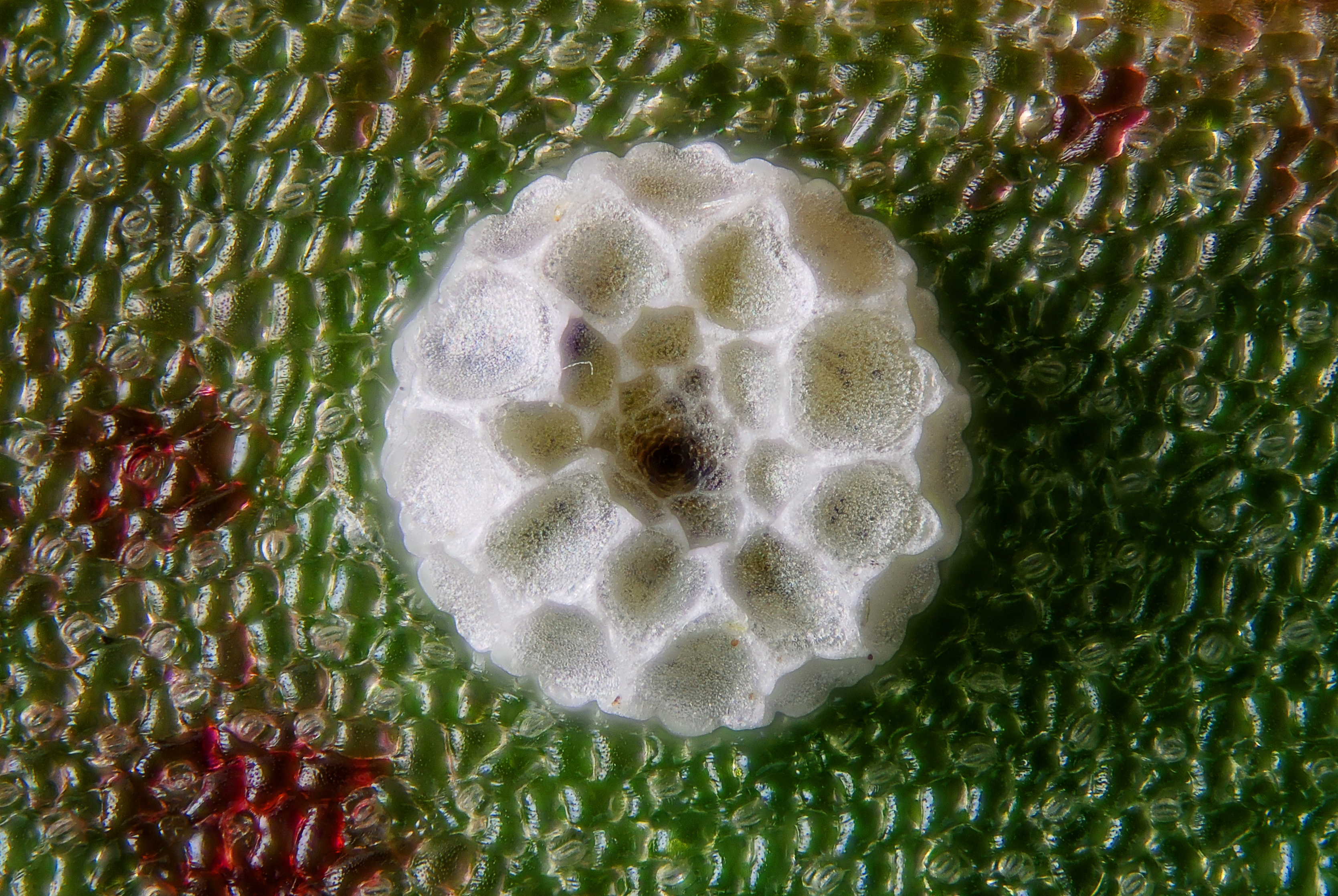
Ei des Kleinen Feuerfalters. Die Golfballstruktur ist deutlich zu erkennen.

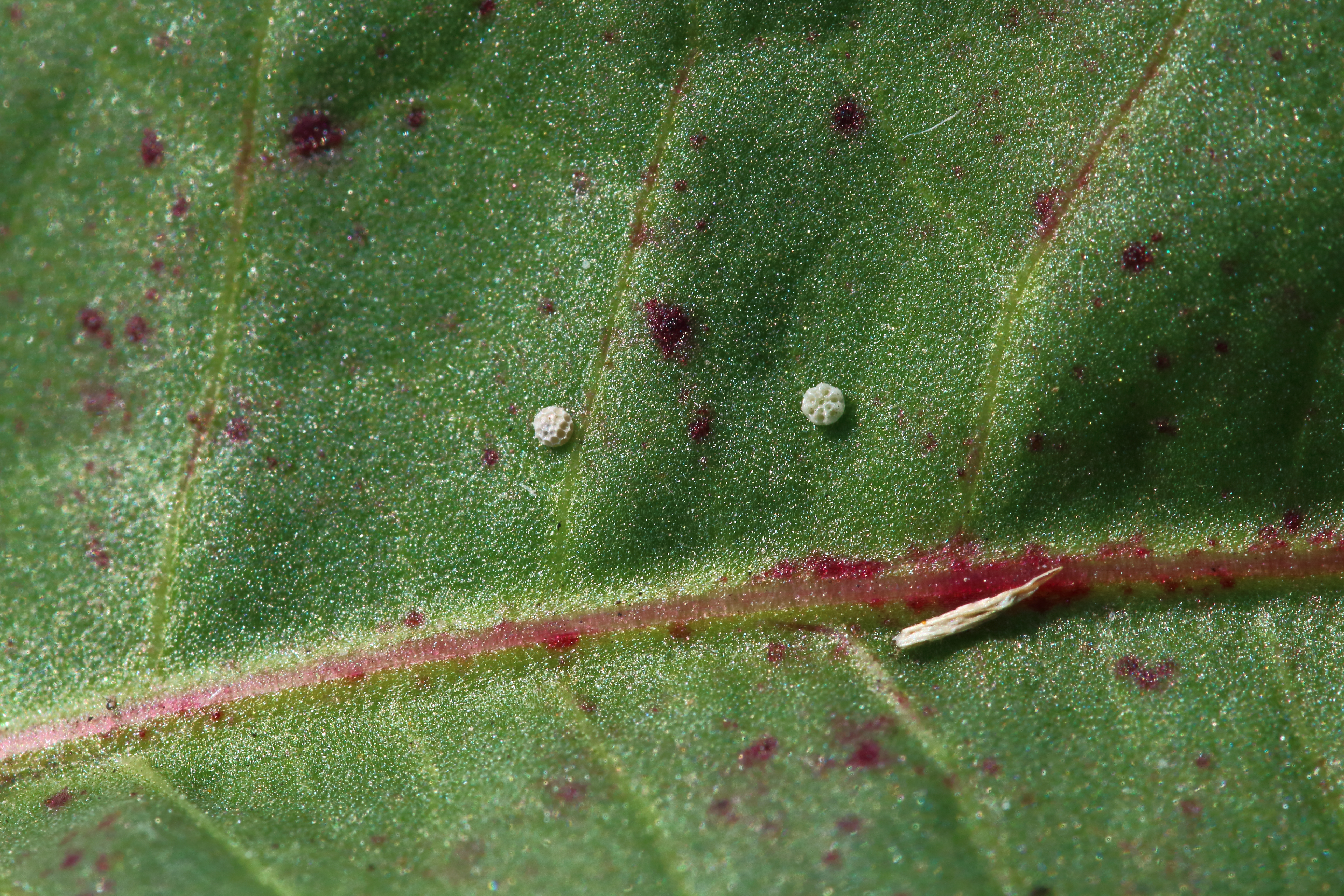
Ei des Kleinen Feuerfalters (li.) neben einem Ei des Großen Feuerfalters (Lycaena dispar) (re.)

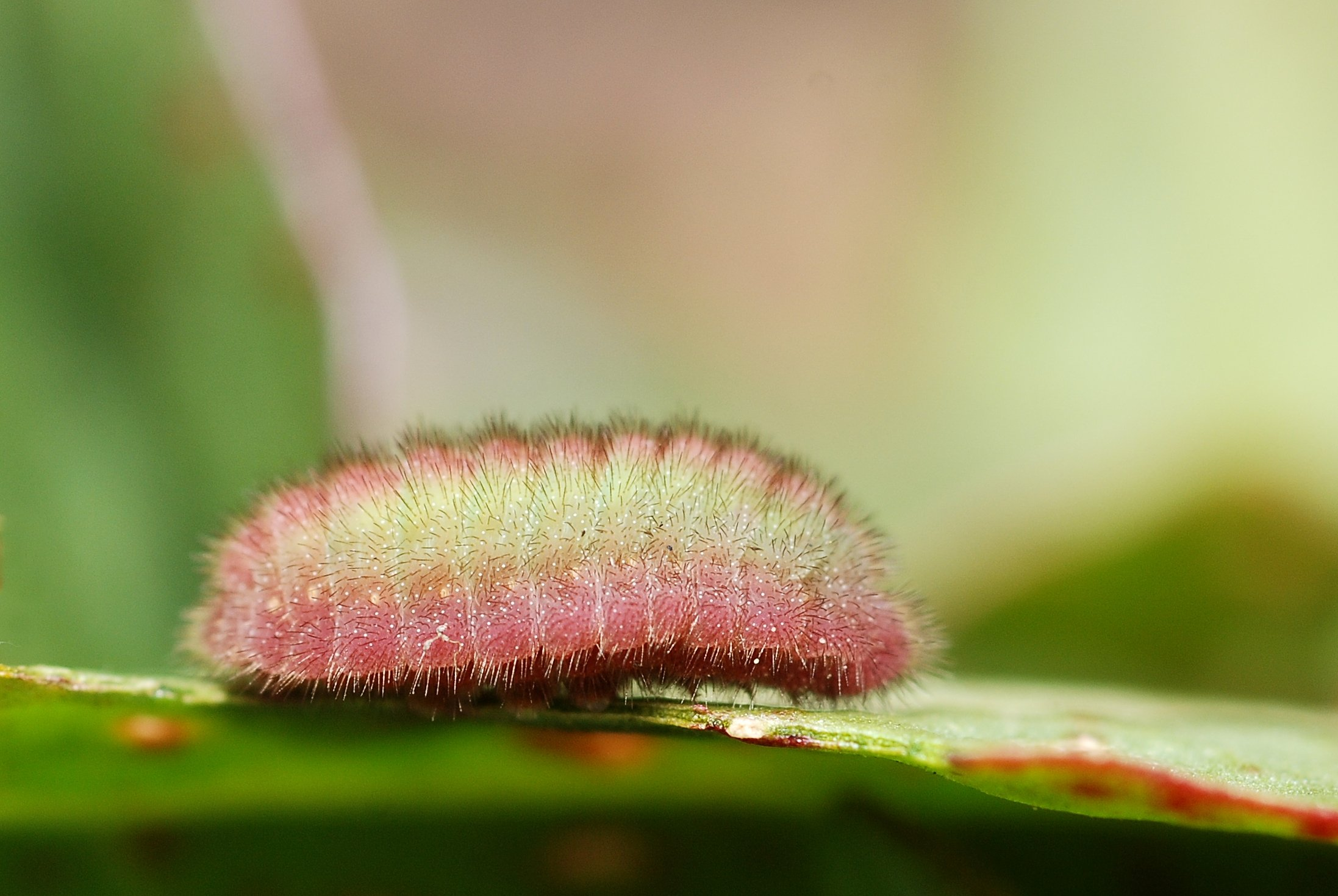
Raupe

Der Kleine Feuerfalter (Lycaena phlaeas) ist ein Schmetterling (Tagfalter) aus der Familie der Bläulinge (Lycaenidae).

## Merkmale
Die Falter erreichen eine Flügelspannweite von 22 bis 27 Millimetern. Im Gegensatz zu den meisten anderen Bläulingen sind beide Geschlechter gleich gefärbt. Ihre Vorderflügeloberseiten sind orangerot gefärbt und haben einen breiten, dunkelbraunen Außenrand (Saumbinde). Nahe diesem Rand sind mehrere dunkle Würfelflecken erkennbar. Die Hinterflügel sind dunkelbraun gefärbt und haben eine orangefarbene Binde knapp am Außenrand. Der Rand selber ist gewellt braun gefärbt und, gleich den Vorderflügeln, hell gefranst. Die Unterseite der Vorderflügel ist ähnlich wie die Oberseite gefärbt, an die Stelle des Brauns tritt jedoch ein Graubraun und ihre Färbung ist matter. Die Unterseite der Hinterflügel ist braungrau, hat kleine, schwarze Punkte und nahe dem Außenrand eine feine, orange gepunktete Binde.
Die Raupen werden ca. 15 Millimeter lang. Sie sind meist grün gefärbt, manchmal aber auch rötlich mit einer roten Rückenlinie und ähnlich gefärbten Substigmatallinien. Diese können aber auch fehlen. Der Raupenkopf ist bräunlichgrün und in den Körper zurückgezogen.

### Unterarten
- Lycaena phlaeas polaris Courvoisier, 1911. Vorkommen in Lappland und Norwegen. Die Unterart ist in Höhen von bis zu 400 Metern anzutreffen und bildet eine Generation im Jahr, die von Mitte Juni bis Ende Juli fliegt.[3]
- Lycaena phlaeas phlaeoides Staudinger & Rebel, 1901, Madeira (Portugal). Die Unterart kann in Höhen von bis zu 1.800 Metern angetroffen werden und bildet von März bis Oktober mehrere Generationen.[3]

### Formen
- Lycaena phlaeas f. elea (Fabricius) Hinterflügelzipfel bei den Weibchen weniger ausgeprägt.[3]
- Lycaena phlaeas f. caeruleopunctata (Rühl) Oberseiten der Hinterflügel mit blauen Postdiskalflecken.[3]

### Synonyme
- Papilio timeus Cramer, [1777][4]
- Papilio virgaureae Scopoli, 1763[4]

### Ähnliche Arten
- Blauschillernder Feuerfalter (Lycaena helle)

## Vorkommen
Der Kleine Feuerfalter ist ein häufig anzutreffender r-Stratege, der in weiten Teilen der Nordhalbkugel vorkommt. Man findet ihn vom Nordosten Nordamerikas über ganz Europa und Nordafrika bis in die gemäßigten Breiten Asiens und Japans. Er lebt in den verschiedensten Lebensräumen, vor allem aber in locker bewachsenen und offenen Gegenden, wie z. B. in Sandgruben, auf Binnendünen, an Wegrändern, auf Brachen und in sandigen Gebieten. In kalkigen Gegenden sind sie eher selten.

## Lebensweise
Die Falter saugen u. a. an Blüten der Berg-Aster (Aster amellus), Roß-Minze (Mentha longifolia) und Tauben-Skabiose (Scabiosa columbaria). Das Männchen verteidigt sein Territorium gegen andere Männchen und verjagt auch deutlich größere Falter wie zum Beispiel das Tagpfauenauge (Nymphalis io).

### Flug- und Raupenzeiten
Die Falter fliegen in drei bis vier, nicht gut trennbaren Generationen je nach Region von Februar bzw. April bis Ende Oktober. In Nordeuropa fliegen sie in zwei Generationen von Mai bis Anfang Oktober. Auf den Kanaren fliegen sie sogar ganzjährig in vielen Generationen. Die vierte Generation wird in Mitteleuropa meist durch früh eintretenden Frost getötet, ohne dass sie sich fortgepflanzt hat.

### Nahrung der Raupen
Die Raupen ernähren sich von Ampfer (Rumex spec.), in Mitteleuropa hauptsächlich vom Kleinen Sauerampfer (Rumex acetosella), aber auch vom Wiesen-Sauerampfer (Rumex acetosa). Selten findet man sie auf dem Stumpfblättrigen Ampfer (Rumex obtusifolius). In heißen Gebieten, in denen die Ampferpflanzen fehlen, weichen sie auf Vogelknöteriche (Polygonum spec.) aus.

### Entwicklung
Die Weibchen legen ihre sehr kleinen Eier auf den Blattunterseiten der Futterpflanzen ab. Die daraus schlüpfenden Raupen fressen an der Blattunterseite. Die Überwinterung der letzten Generation erfolgt als junge Raupe, seltener als ältere. Sie verpuppen sich erst im Frühjahr. Die Verpuppung erfolgt am Boden zwischen versponnenen Blättern der Futterpflanzen in einer hellbraunen, schwarz gepunkteten Puppe.
Die Falter schlüpfen nach etwa vier Wochen.